# Jean Verny
Jean François Verny, né à Montpellier vers 1657 et mort dans la même ville en 1741, est un médecin français.

## Biographie
Son père est receveur des tailles aux diocèses de Revel et Castelnaudary et bourgeois de Montpellier. Jean Verny est reçu docteur à Montpellier, le 7 sept 1688. Il reçut une grande réputation dans sa profession.
Lors de la peste de Marseille, en 1720, la dernière que connut la France, le Régent l’y envoie, avec François Chicoyneau et Antoine Deidier. Un monument de Marseille commémore leur souvenir.
Son mérite lui vaudra d’être fait chevalier de l'ordre de Saint-Michel.
Il est nommé par la suite correcteur et conseiller en la Chambre des comptes de Montpellier.
Il se charge de pourvoir à l’éducation de son neveu Thomas Verny. Il le place ainsi au collège de l'Oratoire de Pézenas, réputé pour ses méthodes d'enseignement, puis lui permet d'aller à Toulouse faire son droit.

## Sources
- Louis Dulieu, La médecine à Montpellier du XIIe au XXe siècle, 1990
- Histoire de l'Academie royale des sciences, 1735